# Beatrice Oancea
Beatrice Oancea (ur. 27 kwietnia 1991 roku) – rumuńska zapaśniczka startująca w stylu wolnym.
Zajęła dziesiąte miejsce na mistrzostwach Europy w 2012. Mistrzyni igrzysk frankofońskich w 2013. Srebrna medalistka akademickich MŚ w 2012. Piętnasta na Uniwersjadzie w 2013, jako zawodniczka Ecological University w Bukareszcie. Mistrzyni świata w zapasach plażowych w 2015 roku.